# Bókaháza
Bókaháza là một thị trấn thuộc hạt Zala, Hungary. Thị trấn này có diện tích 6,7 km², dân số năm 2010 là 323 người, mật độ 48 người/km².